# Hrabstwo Jasper (Teksas)

Piramida wieku hrabstwa

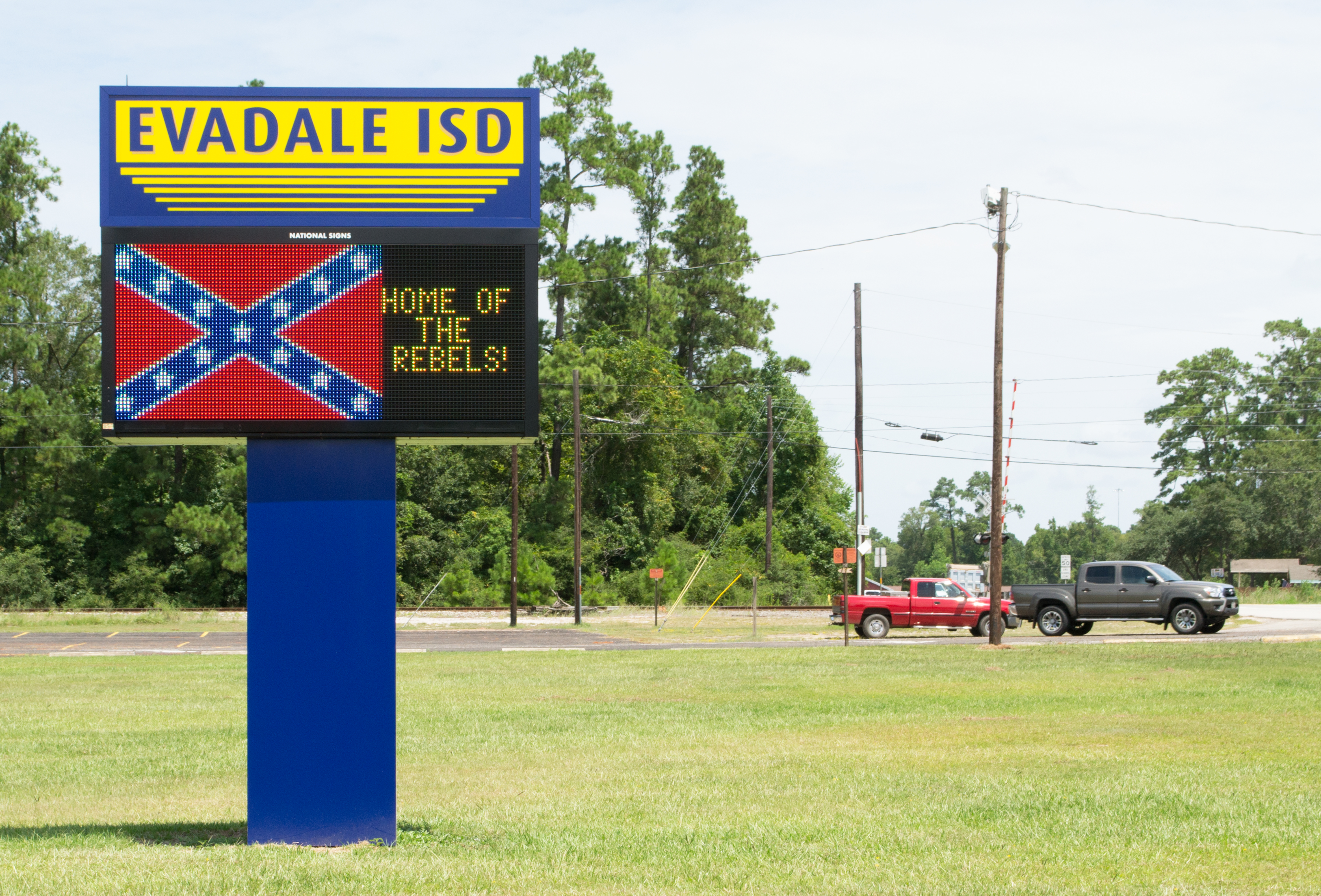
Scena uliczna Evadale

Hrabstwo Jasper – hrabstwo położone w USA, w stanie Teksas. Utworzone w 1836 r. Siedzibą hrabstwa jest miasto Jasper. Obejmuje 14% powierzchni lasu narodowego Angelina. Większość mieszkańców hrabstwa to ewangelikalni protestanci.

## Gospodarka
47% areału gospodarstw zajmują pastwiska, 31% to obszary leśne i 18,5% to grunty uprawne.
- przemysł drzewny[5]
- akwakultura (17. miejsce w stanie)[4]
- turystyka i produkcja[5]
- uprawa jagód, truskawek, orzechów pekan[6][4]
- szkółkarstwo, uprawa warzyw i darni[4]
- uprawa drzewek świątecznych[4]
- wydobycie gazu ziemnego, oraz w mniejszym stopniu ropy naftowej[7]
- przemysł mleczny[4]
- hodowla trzody chlewnej, koni, drobiu i bydła[4].

## Sąsiednie hrabstwa
- Hrabstwo San Augustine (północ)
- Hrabstwo Sabine (północny wschód)
- Hrabstwo Newton (wschód)
- Hrabstwo Orange (południe)
- Hrabstwo Hardin (południowy zachód)
- Hrabstwo Tyler (zachód)
- Hrabstwo Angelina (północny zachód)

## Miasta
- Browndell
- Jasper
- Kirbyville

## CDP
- Buna
- Evadale
- Sam Rayburn

## Demografia
Według danych z 2023 roku liczy 32,7 tys. mieszkańców, w tym 74,2% stanowią biali niebędący Latynosami. Mieszkańcy deklarują głównie pochodzenie „amerykańskie” (37,1%), afroamerykańskie (15,4%), angielskie (7,9%), meksykańskie (5,8%), irlandzkie (4,2%) i niemieckie (4,1%).